# All Japan Women's Kendo Championship
L'All Japan Women's Kendo Championship (全日本女子剣道選手権大会?, Zen Nihon Joshi Kendō Senshuken Taikai) è il torneo individuale femminile di kendō organizzato annualmente dalla All Japan Kendo Federation.
La gara si svolge la prima domenica di settembre in concomitanza con l'All Japan Interprefecture Kendo Championship (全日本都道府県対抗剣道優勝大会?, Zen Nihon Todōfuken Taikō Kendō Yūshō Taikai).
La vincitrice riceve la Empress's Cup.
Così come accade per l'All Japan Kendo Championship (la corrispondente competizione maschile), a livello internazionale è opinione diffusa tra i praticanti di kendō che, ancor più del torneo femminile dei campionati mondiali, questa sia la competizione dedicata alle donne più prestigiosa a livello planetario.
L'edizione 2020 si edizione tenuta a marzo 2021 a causa della pandemia da Covid-19.

## Qualificazioni
Inizialmente, essendo la popolazione femminile di kendō numericamente limitata, le atlete potevamo partecipare solo facendo domanda. Con l'aumento della popolazione femminile possono partecipare solo le persone di età superiore ai 18 anni che hanno vinto le qualifiche svolte a livello di prefettura.

## Vincitrici
| Ediz. No. | Anno | Nome              | In Kanji   | Prefettura | Grado         | Professione                     | Età | Vittoria N. |
| --------- | ---- | ----------------- | ---------- | ---------- | ------------- | ------------------------------- | --- | ----------- |
| 1         | 1962 | Setsuko YAGINUMA  | 柳沼節子   | Tokyo      | 5º dan        |                                 | 24  | 1           |
| 2         | 1963 | Setsuko YAGINUMA  | 柳沼節子   | Tokyo      | 5º dan        |                                 | 25  | 2           |
| 3         | 1964 | Kazue MATSUO      | 松尾和恵   | Hiroshima  | 2º dan        | Studentessa di scuola superiore | 17  | 1           |
| 4         | 1965 | Kazue MATSUO      | 松尾和恵   | Tokyo      | 3º dan        | Studentessa universitaria       | 18  | 2           |
| 5         | 1966 | Kazue ABUCHI      | 田渕和江   | Okayama    | 2º dan        |                                 | 19  | 1           |
| 6         | 1967 | Kazue MATSUO      | 松尾和恵   | Tokyo      | 4º dan        | Studentessa universitaria       | 20  | 3           |
| 7         | 1968 | Kazue ABUCHI      | 田渕和江   | Okayama    | 3º dan        | Impiegata                       | 21  | 2           |
| 8         | 1969 | Eiko AHARA        | 桑原永子   | Kumamoto   | 2º dan        | Studentessa universitaria       | 18  | 1           |
| 9         | 1970 | Eiko AHARA        | 桑原永子   | Tokyo      | 3º dan        | Studentessa universitaria       | 19  | 2           |
| 10        | 1971 | Eiko AHARA        | 桑原永子   | Kumamoto   | 3º dan        | Studentessa universitaria       | 20  | 3           |
| 11        | 1972 | Masako KAHASHI    | 高橋政子   | Tokyo      | 3º dan        |                                 | 19  |             |
| 12        | 1973 | Atsuko KUROSU     | 黒須厚子   | Tochigi    | 3º dan        | Studentessa universitaria       | 18  | 1           |
| 13        | 1974 | Atsuko KUROSU     | 黒須厚子   | Tochigi    | 3º dan        | Studentessa universitaria       | 19  | 2           |
| 14        | 1975 | Yumiko TANAKA     | 田中由美子 | Osaka      | 3º dan        | Studentessa universitaria       | 19  |             |
| 15        | 1976 | Atsuko KUROSU     | 黒須厚子   | Tokyo      | 3º dan        |                                 | 21  | 3           |
| 16        | 1977 | Michiyo NEMOTO    | 根本道世   | Osaka      | 4º dan        |                                 | 22  | 1           |
| 17        | 1978 | Michiyo NEMOTO    | 根本道世   | Osaka      | 4º dan        |                                 | 23  | 2           |
| 18        | 1979 | Ritsuko KOMATSU   | 小松律子   | Kanagawa   | 4º dan        |                                 | 24  |             |
| 19        | 1980 | Kanae YANO        | 矢野かなえ | Tokyo      | 4º dan        |                                 | 21  |             |
| 20        | 1981 | Mizue MORITA      | 森田瑞恵   | Fukuoka    | 3º dan        |                                 | 21  | 1           |
| 21        | 1982 | Satomi UKUNOUE    | 福之上里美 | Kagoshima  | 2º dan        | Studentessa di scuola superiore | 17  | 1           |
| 22        | 1983 | Mizue MORITA      | 森田瑞恵   | Tokyo      | 3º dan        | Ufficiale di polizia            | 23  | 2           |
| 23        | 1984 | Satomi UKUNOUE    | 福之上里美 | Tokyo      | 3º dan        | Ufficiale di polizia            | 19  | 2           |
| 24        | 1985 | Nachi MITANI      | 三谷菜智   | Aichi      | 3º dan        | Studentessa universitaria       | 20  |             |
| 25        | 1986 | Miyuki SATAKE     | 佐竹みゆき | Kumamoto   | 3º dan        | Studentessa universitaria       | 18  |             |
| 26        | 1987 | Mayumi AWAMATA    | 川俣真由美 | Osaka      | 2º dan        | Studentessa di scuola superiore | 17  |             |
| 27        | 1988 | Takako ZOGUCHI    | 溝口貴子   | Miyazaki   | 4º dan        | Studentessa universitaria       | 20  |             |
| 28        | 1989 | Tomie URACHI      | 倉地富美恵 | Tokyo      | 3º dan        |                                 | 21  |             |
| 29        | 1990 | Yoko KONDO        | 近藤洋子   | Tokyo      | 4º dan        |                                 | 23  |             |
| 30        | 1991 | Yasuno NISHI      | 西靖乃     | Kagoshima  | 3º dan        |                                 | 19  |             |
| 31        | 1992 | Reiko BEYAMA      | 鍋山玲子   | Fukuoka    | 2º dan        | Studentessa di scuola superiore | 17  |             |
| 32        | 1993 | Mariko ISHIDA     | 石田真理子 | Osaka      | 5º dan        | Ufficiale di polizia            | 25  | 1           |
| 33        | 1994 | Mariko ISHIDA     | 石田真理子 | Osaka      | 5º dan        | Ufficiale di polizia            | 26  | 2           |
| 34        | 1995 | Kawabata HYAKUJU  | 川畑百重   | Tokyo      | 4º dan        | Ufficiale di polizia            | 23  |             |
| 35        | 1996 | Atsuko KAI        | 甲斐敦子   | Osaka      | 3º dan        | Ufficiale di polizia            | 19  |             |
| 36        | 1997 | Mayumi OTSUKA     | 大塚真由美 | Kanagawa   | 5º dan        | Studentessa universitaria       | 27  | 1           |
| 37        | 1998 | Mayumi OTSUKA     | 大塚真由美 | Kanagawa   | 5º dan        | Studentessa universitaria       | 28  | 2           |
| 38        | 1999 | Shizuka ASAHINA   | 朝比奈静香 | Tokyo      | 5º dan        | Ufficiale di polizia            | 24  | 1           |
| 39        | 2000 | Shizuka ASAHINA   | 朝比奈静香 | Tokyo      | 5º dan        | Ufficiale di polizia            | 25  | 2           |
| 40        | 2001 | Kyoko IGUCHI      | 堀口恭子   | Yamanashi  | 5º dan        | Insegnante                      | 24  |             |
| 41        | 2002 | Yuka UBOTA        | 坪田祐佳   | Okayama    | 4º dan        | Studentessa universitaria       | 22  | 1           |
| 42        | 2003 | Yuki OGATA        | 緒方有希   | Kumamoto   | 4º dan        | Studentessa di scuola superiore | 24  |             |
| 43        | 2004 | Keisuke OKADA     | 岡田圭     | Kumamoto   | 4º dan        | Ufficiale di polizia            | 24  |             |
| 44        | 2005 | Chinatsu MURAYAMA | 村山千夏   | Saitama    | 5º dan        | Ufficiale di polizia            | 31  | 1           |
| 45        | 2006 | Chinatsu MURAYAMA | 村山千夏   | Saitama    | 5º dan        | Ufficiale di polizia            | 32  | 2           |
| 46        | 2007 | Chinatsu MURAYAMA | 村山千夏   | Saitama    | 5º dan        | Ufficiale di polizia            | 33  | 3           |
| 47        | 2008 | Yuka UBOTA        | 坪田祐佳   | Okayama    | 5º dan        | Ufficiale di polizia            | 28  | 2           |
| 48        | 2009 | Chinatsu MURAYAMA | 村山千夏   | Saitama    | Renshi 6º dan | Ufficiale di polizia            | 35  | 4           |
| 49        | 2010 | Sayuri SHIDORI    | 石突小百合 | Tokyo      | 5º dan        | Ufficiale di polizia            | 25  |             |
| 50        | 2011 | Chinatsu MURAYAMA | 村山千夏   | Saitama    | Renshi 6º dan | Ufficiale di polizia            | 37  | 5           |
| 51        | 2012 | Mariko YAMAMOTO   | 山本真理子 | Osaka      | 4º dan        | Ufficiale di polizia            | 24  | 1           |
| 52        | 2013 | Mariko YAMAMOTO   | 山本真理子 | Osaka      | 5º dan        | Ufficiale di polizia            | 25  | 2           |
| 53        | 2014 | Akie AYAMA        | 田山秋恵   | Osaka      | 5º dan        | Ufficiale di polizia            | 25  |             |
| 54        | 2015 | Mizuki MATSUMOTO  | 松本弥月   | Kanagawa   | 5º dan        | Ufficiale di polizia            | 23  | 1           |
| 55        | 2016 | Sayuri SHODAI     | 正代小百合 | Tokyo      | 6º dan        | Ufficiale di polizia            | 31  |             |
| 56        | 2017 | Moeko TAKAHASHI   | 高橋萌子   | Kanagawa   | 4º dan        | Ufficiale di polizia            | 24  | 1           |
| 57        | 2018 | Moeko TAKAHASHI   | 高橋萌子   | Kanagawa   | 4º dan        | Ufficiale di polizia            | 25  | 2           |
| 58        | 2019 | Mizuki MATSUMOTO  | 松本弥月   | Kanagawa   | 5º dan        | Ufficiale di polizia            | 27  | 2           |
| 59        | 2020 | Atsuko MOROOKA    | 諸岡温子   | Tokyo      | 3º dan        | Studentessa universitaria       | 20  |             |
| 60        | 2021 | Maika SENOO       | 妹尾舞香   | Fukuoka    | 4º dan        | Studentessa universitaria       | 21  |             |
| 61        | 2022 | Mari SUENAGA      | 末永真理   | Wakayama   | Renshi 6º dan | Impiegata                       | 34  |             |
| 62        | 2023 | Tai WATANABE      | 渡辺タイ   | Kumamoto   | 6º dan        | Ufficiale di polizia            | 31  |             |

### Statistiche

#### Maggior numero di vittorie
- 5 volte： Chinatsu Murayama (2005, 2006, 2007, 2009, 2011)
- 3 volte： Eiko Ahara (1969, 1970, 1971) / Atsuko Kurosu (1973, 1974, 1976) / Kazue Matsuo (1964, 1965, 1967)
- 2 volte： Kazue Abuchi (1966, 1968) / Moeko Ahashi (2017, 2018) / Mariko Amamoto (2012, 2013) / Shizuka Asahina (1999, 2000) / Yatsuki Atsumoto (2015, 2019) / Mariko Ishida (1993, 1994) / Mizue Morita (1981, 1983) / Michiyo Nemoto (1977, 1978) / Mayumi Otsuka (1997, 1998) / Yuka Ubota (2002, 2008) / Satomi Ukunoue (1982, 1984) / Setsuko Yaginuma (1962, 1963)

#### Maggior numero di vittorie consecutive
- 3 vittorie consecutive： Eiko Ahara (1969, 1970, 1971) / Chinatsu Murayama (2005, 2006, 2007)
- 2 vittorie consecutive： Moeko Ahashi (2017, 2018) / Mariko Amamoto (2012, 2013) / Shizuka Asahina (1999, 2000) / Mariko Ishida (1993, 1994) / Atsuko Kurosu (1973, 1974) / Kazue Matsuo (1964, 1965) / Michiyo Nemoto (1977, 1978) / Mayumi Otsuka (1997, 1998) / Setsuko Yaginuma (1962, 1963)

#### Numero di vittorie per Prefettura
| Prefettura | Vittorie |
| ---------- | -------- |
| Tokyo      | 18       |
| Osaka      | 10       |
| Kanagawa   | 7        |
| Kumamoto   | 6        |
| Saitama    | 5        |
| Okayama    | 4        |
| Fukuoka    | 3        |
| Kagoshima  | 2        |
| Tochigi    | 2        |
| Aichi      | 1        |
| Hiroshima  | 1        |
| Miyazaki   | 1        |
| Yamanashi  | 1        |
| Wakayama   | 1        |

La prefettura registrata è quella di residenza e non quella di origine.

#### Campionessa più giovane
- 17 anni： Mayumi Awamata (1987) / Reiko Beyama (1992) / Kazue Matsuo (1964) / Satomi Ukunoue (1982)

#### Campionessa più anziana
- 37 anni：Chinatsu Murayama (2011)